# A Patrulha de Carlson
A Patrulha de Carlson (em inglês: Carlson's patrol), também conhecida como The Long Patrol (A longa patrulha) ou Carlson's long patrol (A longa patrulha de Carlson), foi uma operação conduzida pelo 2º Batalhão de elite de fuzileiros navais (os Marine Raiders), sob comando do tenente-coronel Evans Carlson, durante a Campanha de Guadalcanal contra as forças do Exército Imperial japonês entre 6 de novembro e 4 de dezembro de 1942. Durante a operação, o 2º Batalhão de Raiders atacou as forças do general Toshinari Shoji, que tentavam escapar do cerco a Koli Point em Guadalcanal para se reagrupar com outras unidades do exército japonês na outra margem do rio Lunga.
Durante uma série de investidas feitas por pequenas unidades ao longo de 29 dias, os fuzileiros norte-americanos mataram quase quinhentos soldados japoneses, sofrendo apenas dezesseis baixas. Eles também conquistaram uma posição da artilharia inimiga que disparava contra Henderson Field, o principal campo-aéreo dos Aliados em Guadalcanal.

## Contexto

### Campanha de Guadalcanal
Em 7 de agosto de 1942, as forças Aliadas (compostas em sua grande maioria de fuzileiros norte-americanos) desembarcaram em Guadalcanal, em Tulagi e nas Ilhas Florida, parte das Ilhas Salomão. Sua missão era impedir que os japoneses usassem estas ilhas como base, situação que ameaçaria as rotas de abastecimento entre os Estados Unidos e a Austrália, e assegurar a posse das ilhas como ponto de partida de uma campanha para isolar as bases militares japonesas em Rabaul e prestar apoio à campanha da Nova Guiné. Esta operação deu início à campanha de Guadalcanal que se prolongaria por seis meses.
Os japoneses foram pegos de surpresa e ao anoitecer de 8 de agosto de 1942, mais de 11 000 soldados aliados, sob comando do tenente-general Alexander Vandegrift, tomaram Tulagi e também conquistaram várias ilhas pequenas na região e finalizaram a construção de um campo-aéreo no chamado Lunga Point em Guadalcanal. Os Aliados batizaram o aeroporto de Henderson Field. Para protegê-lo, os fuzileiros navais americanos estabeleceram um perímetro defensivo ao longo do rio Lunga. Reforços adicionais desembarcaram na ilha dois meses depois, aumentando o número de soldados americanos no Lunga Point para mais de 20 000 homens.
Em resposta aos desembarques dos Aliados na ilha, o Quartel-General japonês ordenou que o 17º Corpo do Exército Imperial, vindos de Rabaul, sob comando do tenente-general Harukichi Hyakutake, retomasse Guadalcanal. Unidades do 17º Exército chegaram ao local em 19 de agosto para expulsar os militares dos Aliados daquela ilha.

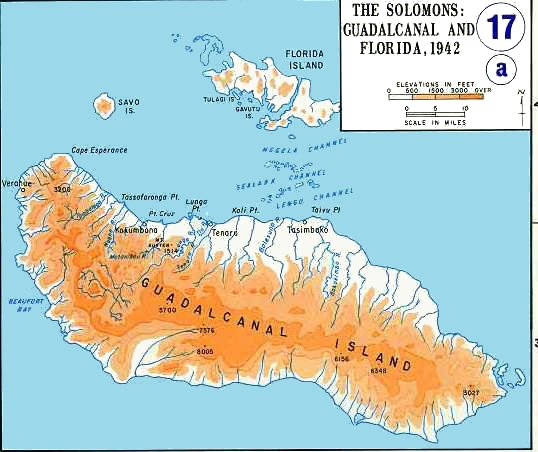
Mapa de Guadalcanal e suas ilhas vizinhas. As áreas do Lunga Point e o Koli Point são as porções ao norte (no centro) da ilha.

A primeira tentativa japonesa de reconquistar o aeroporto Henderson Field falhou quando uma força de 917 soldados foi derrotada em 21 de agosto na batalha do Tenaru. A segunda tentativa de reconquistar a ilha aconteceu entre 12 e 14 de setembro, quando 6 000 soldados do destacamento Kawaguchi sob comando do major-general Kiyotake Kawaguchi foram também derrotados na batalha de Edson's Ridge. Kawaguchi e os militares japoneses sobreviventes fugiram e se reagruparam ao lado oeste do rio Matanikau em Guadalcanal.

### Batalha de Henderson Field
Entre 1 e 17 de outubro, os japoneses enviaram 15 000 homens a Guadalcanal, dando a Hyakutake um total de 20 000 soldados para servirem nas ofensivas dentro da ilha. Depois que seu Alto Comando observou as defesas americanas no Lunga, Hyakutake decidiu que sua principal força de ataque investiria contra a parte sul do perímetro defensivo de Henderson Field. A 2ª Divisão (com reforços da 38ª Divisão), sob comando do tenente-general Masao Maruyama, recebeu ordens de atravessar a floresta e atacar os americanos pelo sul, próximo a margem leste do rio Lunga. Os 7 000 membros da 2ª Divisão se dividiram em três unidades: a unidade da ala esquerda sob comando do major-general Yumio Nasu contendo homens da 29º Regimento de Infantaria; a unidade da ala direita sob comando de Kawaguchi que continham tropas do 230º Regimento de Infantaria (da 38ª Divisão) e uma divisão de reserva de Maruyama contendo elementos do 16º Regimento de Infantaria.

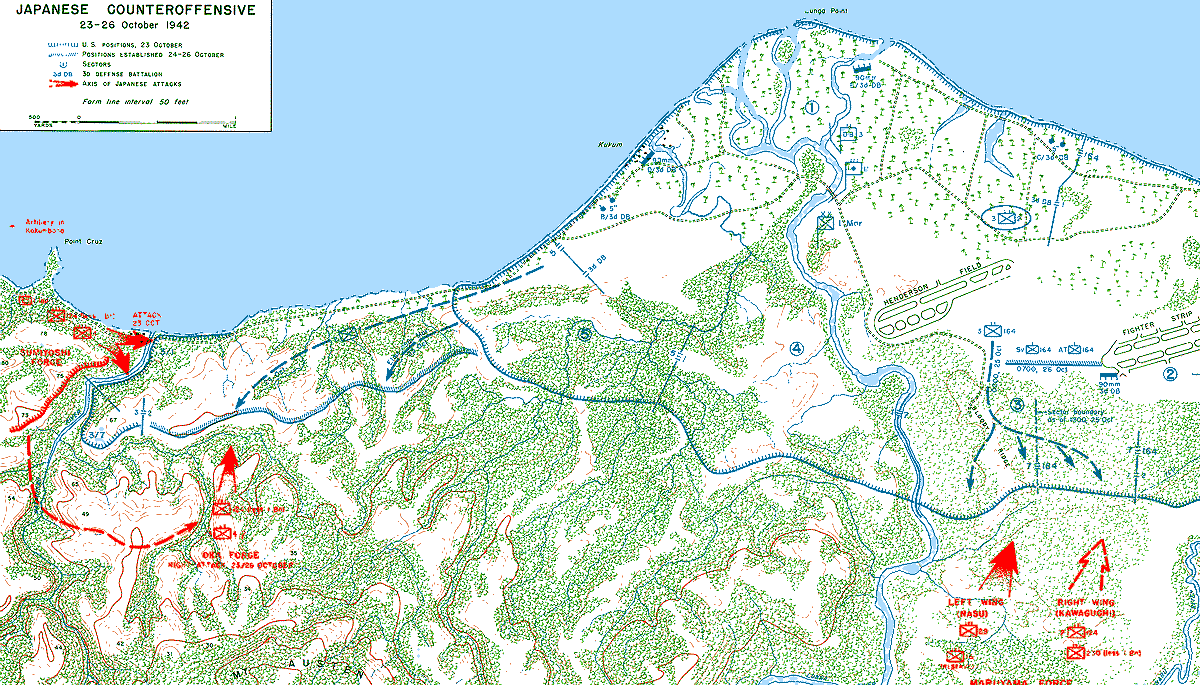
Mapa da batalha, 23-26 de outubro. Enquanto as forças japonesas atacavam o oeste de Matanikau (esquerda), a 2ª Divisão de Maruyama atacou o perímetro do rio Lunga pelo sul (direita).

Em 23 de outubro, as forças de Maruyama lutaram contra a densa floresta para tentar chegar às linhas americanas. Kawaguchi — por iniciativa própria — começou a deslocar sua ala direita para o leste, acreditando que as forças inimigas naquela área eram mais fracas. Maruyama, através de um de seus oficiais, ordenou que Kawaguchi mantivesse seu plano original de ataque. Quando ele se recusou, Kawaguchi foi dispensado de seu comando e substituído pelo coronel Toshinari Shoji, comandante do 230º Regimento de Infantaria Imperial. Naquela noite, depois de ser informado que as alas da esquerda e da direita de sua força de ataque ainda lutavam para chegar às linhas americanas, Hyakutake atrasou o ataque até às 19h00 de 24 de outubro. Os norte-americanos ainda não estavam cientes da aproximação das tropas de Maruyama.
Finalmente, em 24 de outubro, as forças de Maruyama chegaram ao perímetro de defesa americano ao longo do rio Lunga. Por duas noites consecutivas, as tropas japonesas lançaram vários ataques frontais, todos fracassados, contra os fuzileiros do 1º Batalhão do 7º Regimento (1/7) sob comando do tenente-coronel Chesty Puller e do 3º Batalhão do Exército comandado pelo tenente-coronel Robert Hall. Marines americanos, soldados da infantaria do exército armados com metralhadoras, morteiros e com apoio da artilharia antitanque, lançaram uma chuva mortal de fogo sobre os japoneses. Mais de 1 500 soldados de Maruyama foram mortos nos ataques enquanto os americanos perderam apenas 60 homens. A ala direita de Shoji não fez parte dos ataques, escolhendo permanecer na reserva dando apoio ao flanco direito de Nasu contra um possível contra-ataque dos Aliados que nunca ocorreria.
Às 08h00 de 26 de outubro, Hyakutake cancelou os outros ataques planejados e ordenou que suas forças recuassem. A ala esquerda de Maruyama e os sobreviventes da divisão reserva receberam ordens de recuar até o rio Matanikau e a ala direita sob comando de Shoji foi enviada até o Koli Point, 21 km a leste do rio Lunga. Shoji e suas tropas chegaram lá em 3 de novembro.

### Baía de Aola e a ação no KoliPoint

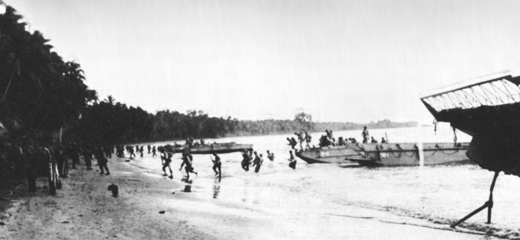
Os Raiders de Carlson desembarcam na Baía de Aola em 4 de novembro.

Às 05h30 h de 4 de novembro, duas companhias do 2º Batalhão de Marine Raider, comandados pelo tenente-coronel Evans Carlson, desembarcam na baía de Aola, 64 km à leste do Lunga Point. Os raiders de Carlson, junto com tropas do 147º Regimento de Infantaria do exército, forneciam segurança a 500 Seabees (trabalhadores da marinha) enquanto eles construíam um campo-aéreo. O esforço para construir o aeroporto da baía de Aola fora aprovado pelo almirante William Halsey, Jr., comandante das tropas Aliadas no sul do Pacífico, por recomendação do Contra-almirante Richmond K. Turner, comandante das forças anfíbias americanas no sul do Pacífico.
O 2º Batalhão de raiders era considerado a elite dos fuzileiros navais americanos. A ideia inicial de organização e as táticas para o batalhão surgiram quando Carlson estava na China servindo como adido militar com os comunistas chineses durante a Segunda Guerra Sino-Japonesa entre 1937 e 1938. Um dos preceitos incluía promover a igualdade entre soldados e oficiais, sendo que todas decisões deveriam sempre ser tomadas por consenso. Ao contrário do 1º Regimento de Marine Raider, que usava táticas de comandos, o 2º Batalhão foi treinado para lutar como guerrilheiros. O treinamento dava ênfase em táticas de infiltração, além de envolver exercícios de combate noturno. O batalhão foi organizado em seis companhias e um QG. Antes de desembarcar em Guadalcanal, elementos deste batalhão estiveram no Atol de Midway durante a batalha que lá ocorreu em maio de 1942 e no quase desastroso ataque à Ilha de Makin em agosto.
No começo de novembro, Vandegrift, temendo que os japoneses atacassem novamente pelo leste no perímetro ao longo do rio Lunga usando as tropas de Shoji e mais alguns reforços, decidiu fazer um ataque preventivo contra o inimigo no Koli Point. Começando em 4 de novembro, dois batalhões de fuzileiros americanos e dois batalhões do exército atacaram e tentaram cercar os soldados de Shoji em Gavaga Creek, próximo ao vilarejo de Tetere.
Enquanto as tropas americanas tentavam aniquilar as forças de Shoji, Vandegrift ordenou que os raiders de Carlson marchassem até a baía de Aola em direção a Koli Point para impedir que os soldados inimigos se retirassem e escapassem do cerco. Em 5 de novembro, dois navios de transporte partiram para Espírito Santo para buscar três companhias do batalhão de Carlson enquanto ele próprio preparava as outras duas unidades que já estavam em Guadalcanal para marchar até Koli Point. Evans Carlson pediu para as forças estacionadas em Aola que reabastecessem seus homens a cada quatro dias em vários locais da costa. Uma patrulha, juntamente com nativos, encontrou os navios e ajudaram a transportar os suprimentos até a base da patrulha.

## Patrulha

### Primeiras ações

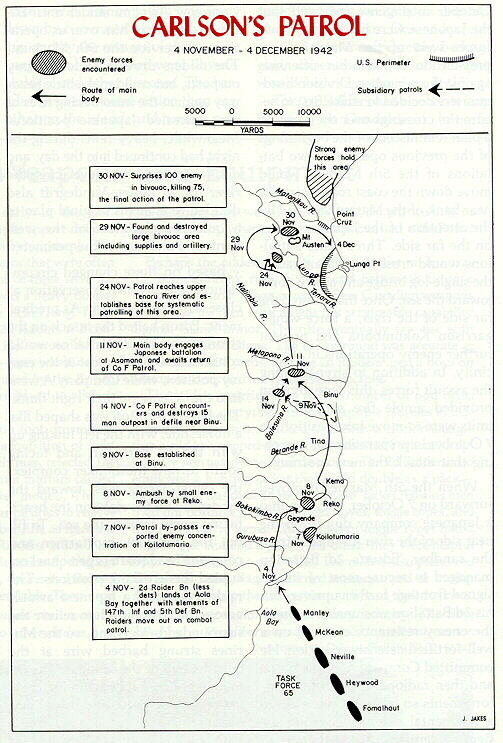
Mapa da patrulha de Carlson, de Aola até o perímetro do Lunga.

Ao amanhecer de 6 de novembro, Evans Carlson e seu grupo formado por duas companhias, alguns nativos e mensageiros — estes últimos comandados pelo major John Mather do exército australiano e o sargento-major Jacob C. Vouza da força policial das Ilhas Salomão — partiram de Aola na patrulha. O grupo marchou ao longo de uma trilha na floresta a noroeste do rio Reko, chegando em 7 de novembro. Em Reko, os americanos descobriram que uma missão cristã no local havia sido atacada pelos japoneses e dois missionários haviam sido mortos antes de fugirem para o oeste. Avançando pelo rio com dois pelotões, Evans encontrou um pequeno grupo de soldados inimigos que disparou e feriu um dos guias nativos que caminhava a frente dos fuzileiros. Ao revidar, os marines mataram dois soldados japoneses e balearam outros três ou quatro. Então, o principal grupo de Carlson chegou e a coluna acampou e se preparou para dormir.
Em 8 de novembro, a coluna de fuzileiros continuou a avançar à noroeste, atacando pela costa do rio Kena chegando a vila de Tasimboko, a apenas 24 km da baía de Aola. No dia seguinte, eles cruzaram os rios Berande e Balasuna e chegaram ao vilarejo de Binu — 16 km à sudoeste de Tasimboko — pela tarde. Em Binu, a apenas 4,8 km a sudeste do Koli Point, Carlson estabeleceu sua base de operações e preparou seu perímetro para impedir a fuga dos japoneses de Koli a leste e sul.
As outras três companhias de raiders (fuzileiros de elite) chegaram a Aola em 8 de novembro. No dia 9, eles chegaram de barco até Tasimboko e no dia 10 avançaram terra adentro — guiado por nativos — até Binu. No caminho, os marines encontraram um pequeno grupo de japoneses, mataram três deles e depois marcharam até Binu, ao entardecer deste mesmo dia.
Nesse meio tempo, Hyakutake ordenou que Shōji abandonasse sua posição em Koli e se reunisse com as outras tropas japonesas em Kokumbona na área de Matanikau. Apesar dos americanos terem quase que cercado Shoji completamente perto de Gavaga Creek em Koli, ainda havia uma lacuna no meio do pântano ao sul do lado das linhas aliadas. Tirando vantagem desta fissura, os soldados japoneses começaram a escapar. Os americanos fecharam essas lacunas em 11 de novembro, mas Shōji e entre dois mil e três mil soldados já haviam escapado para a floresta a sul.
Em 11 de novembro, Evans enviou quatro companhias do seu batalhão — C, D, E e F — para patrulhar as áreas a norte e oeste de Binu. A outra companhia, a B, ficou para atrás para proteger a base. Às 10h00, a companhia C, que estava marchando para o oeste em direção de Asamana, encontrou um grande destacamento de soldados de Shōji que estavam acampados próximos ao rio Metapona e foram atacados com fogo de rifles, metralhadoras e morteiros. Carlson respondeu enviando as companhias D e E para ajudar a C, atacando as forças japonesas em duas direções diferentes.

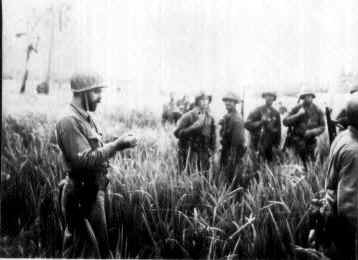
Um oficial dá as ordens aos colegas fuzileiros durante a patrulha.

Enquanto as companhias D e E se moviam em direção à C, ambas encontraram soldados japoneses e às 12h30 a luta se intensificou. Às 15h00, a companhia D, comandada pelo capitão Charles McAuliffe, — com nove de seus homens — marchou até a base em Binu. McAuliffe reportou a Carlson que logo após ele fazer contato com as forças inimigas, ele e um dos seus esquadrões foram isolados do restante da companhia. Após conseguir fugir com dificuldade, McAuliffe e seus soldados voltaram a base. Ele reportou que, pelo que sabia, o restante da sua companhia havia sido aniquilada. Mais tarde, contudo, os homens sobreviventes chegaram a base, liderados pelo sargento George Schrier, depois de uma intensa troca de tiros com os japoneses. Carlson então dispensou McAuliffe pelo que ele chamou de "incapacidade de liderar em combate" e colocou o capitão Joe Griffith no comando da companhia D.
Junto com a companhia F, que havia retornado à base, Carlson foi para a área onde a companhia C havia lutado, chegando ao local às 16h30. Ele ordenou que a companhia F atacasse as posições japonesas às 17h15. Nesse meio tempo, as tropas do inimigo deixaram a área. Deixando a companhia F no local, Carlson retornou até Binu com a companhia C, chegando lá por volta de 22h00. A companhia E chegou a Binu nesse mesmo horário e informou que eles encontraram uma companhia japonesa cruzando o rio e houve troca de tiros com os fuzileiros americanos matando vários soldados inimigos antes de se retirar. Evans então tomou a companhia B e retornou a área onde a companhia F estava, chegando em 12 de novembro. Os marines haviam perdido 10 homens nesses últimos dias e estimaram em mais de 120 o número de soldados japoneses mortos.
Carlson e duas companhia, com a unidade B liderando, marcharam para o vilarejo Asamana perto do rio Metapona. Enquanto cruzavam o rio, os fuzileiros encontraram e capturaram dois soldados japoneses e mataram um terceiro que estava em um barco e então atacaram e ocuparam a área ao redor de Asamana, surpreendendo e matando vários inimigos naquele vilarejo. Lá, os americanos descobriram que a vila era usada como ponto de encontro para as tropas japonesas do general Shōji. Ocupando posições defensivas ao redor da vila e na passagem do rio, os raiders norte-americanos mataram mais 25 militares japoneses que se aproximaram da vila ao fim do dia.

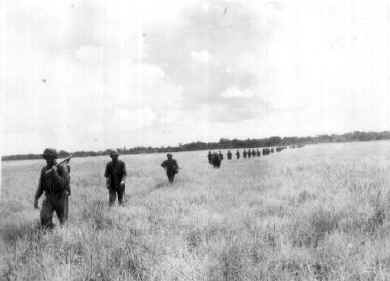
Os raiders de Carlson cruzando um campo aberto durante a patrulha.

No dia seguinte, quando uma coluna de soldados inimigos chegou em Asamana, os fuzileiros americanos chamaram a artilharia do 1º Batalhão do 10º Regimento que abriu fogo com vários morteiros de 75 mm, matando muitos japoneses e forçando o restante da tropa a bater em retirada. Carlson e os marines retornaram até Binu em 14 de novembro para descansar e se reagrupar. No mesmo dia, uma patrulha de soldados da companhia F, atacou e matou 15 japoneses que estavam em um pequeno acampamento descoberto pelos nativos.
Em 15 de novembro, o batalhão de Carlson mudou sua base de operações de Binu para Asamana. Nesse meio tempo, contudo, as tropas de Shōji não estavam mais na área, escapando para o interior da ilha de Guadalcanal em direção a Matanikau. Patrulhas de raiders perto de Asamana encontraram e mataram mais alguns soldados japoneses que estavam perdidos, dispersos ou foram deixados para atrás.

### Nova missão
O batalhão de Evans recebeu ordens de se mover ao longo do rio Tenaru e patrulhar também o rio Lunga que os japoneses usavam como rota de suprimentos durante a batalha por Henderson Field. Os raiders também deviam localizar e destruir posições de artilharia inimiga que ainda disparavam contra o campo aéreo em Henderson. Os fuzileiros montaram uma nova base de operações a 3,2 km a sudoeste do perímetro do Lunga em 20 de novembro e descansaram até o dia 24. Em 25 de novembro, a companhia A chegou de Espírito Santo e se juntou aos raiders. No dia 27, o batalhão se reagrupou a 6,4 km mais abaixo no rio Tenaru e estabeleceram mais duas pequenas bases a 3,2 km de distância abaixo e acima do rio.

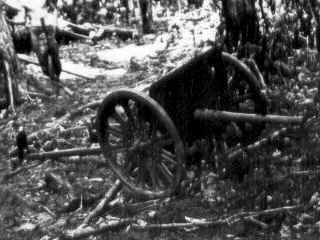
Um canhão japonês encontrado pelos fuzileiros americanos.

Em 28 de novembro, as companhias B e D patrulharam as margens do rio Lunga e acamparam na área do Monte Austen, a sudeste do perímetro do rio. Neste mesmo dia, as companhias A e F patrulharam mais ao sul até Tenaru. Em 30 de novembro, os marines encontraram um pequeno grupo de artilheiros japoneses com um morteiro de 75 mm e um canhão antitanque de 37 mm a 6,4 km ao sul do perímetro do rio. Essas armas foram descobertas enquanto um esquadrão de seis fuzileiros da companhia F patrulhava a região e encontraram um pequeno acampamento japonês com pelo menos 100 soldados em descanso. Na batalha subsequente, os americanos mataram ao menos 75 japoneses. O restante escapou.
Os fuzileiros descansaram até 1 de dezembro e receberam suprimentos. Em 2 de dezembro, Evans C. mandou mais uma patrulha ao londo do rio Lunga. A companhia B descobriu 10 soldados japoneses acampados à beira do rio e os matou. As demais companhias não encontraram mais inimigos, mas eles capturaram um canhão de 75 mm que fora deixado para atrás. Mais tarde naquele dia, Carlson recebeu ordens de encerrar as patrulhas e levar suas tropas de volta para o perímetro do Lunga.
Em 3 de dezembro, o tenente-coronel Evans Carlson enviou as companhias C, D e E para o leste até o rio Tenaru enquanto as companhias A, B e F foram para o oeste até a Montanha Austen. As companhias C, D e E chegaram a parte baixa do Tenaru e chegaram a linhas amigas em Lunga Point sem incidentes. Já as companhias A, B e F, contudo, encontraram uma patrulha japonesa no cume do Monte Austen. Em um combate quase corpo a corpo na floresta, 25 soldados japoneses foram mortos e quatro fuzileiros americanos foram feridos, sendo que um deles morreria mais tarde devido a estes ferimentos.
No dia seguinte, as companhias A, B e F partiram com o objetivo de voltar ao perímetro do Lunga perto do rio Matanikau. No caminho, os fuzileiros foram emboscados por ninhos de metralhadoras japonesas, matando quatro raiders. Ao menos sete japoneses também foram mortos durante essa luta. A patrulha não encontrou mais resistência e regressou em paz até as linhas amigas em Lunga Point ao entardecer.

## Consequências

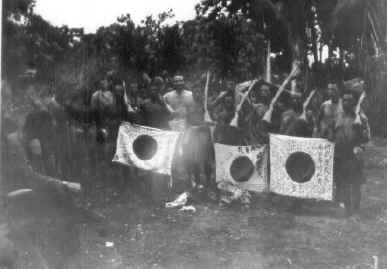
Nativos e soldados americanos segurando armas e bandeiras japonesas capturadas durante as patrulhas.

Enquanto o batalhão de Carlson encerrava a patrulha, Shōji e integrantes de suas tropas que haviam sobrevivido chegaram às linhas amigas à oeste de Matanikau. Além das baixas que foram infligidas pelos fuzileiros de Carlson, a falta de comida e doenças tropicais mataram muito mais japoneses. Quando as tropas japonesas conseguiram chegar ao rio Lunga em meados de novembro, na metade do caminho até Matanikau, apenas 1 300 homens haviam sobrevivido. Quando o general Shōji conseguiu se reagrupar com o 17º Exército à oeste de Matanikau, a força havia sido reduzida para apenas cerca de 700 a 800 soldados. Os sobreviventes das forças de japonesas passariam por mais privações ao participarem mais tarde durante a batalha do Monte Austen, entre dezembro de 1942 e janeiro de 1943.
Durante os 29 dias da patrulha, os raiders de Carlson caminharam 240 km para cobrir uma distância em linha reta de 64 km da baía de Aola até o rio Matanikau. Carlson disse que suas tropas mataram 488 soldados japoneses e capturaram e destruíram vários equipamentos inimigos, incluindo dois morteiros, várias canhões menores e alguns paióis de munição.
O 2º Batalhão Raider sofreu 33 baixas (16 mortos e 17 feridos), além dos dois guias nativos mortos. Baixas não relacionadas a combate somaram 225, dos quais 125 foram de malária, 29 de disenteria e 71 de dermatofitose, ou por outras doenças tropicais. A maioria dos soldados americanos também sofreram de distúrbios psicológicos e fadiga devido ao combate contínuo e longos períodos sem dormir ou descanso. Em 17 de dezembro, os raiders partiram de Guadalcanal e chegaram ao seu quartel-general em Espírito Santo no dia 20. Lá, o batalhão continuou a sofrer com doenças oriundas da floresta ou com sequelas das patrulhas em Guadalcanal. Na segunda semana de março de 1943, o 2º Batalhão foi declarado inapto para o combate, apesar de não haver nenhum documento oficial que atestasse isso de fato. O batalhão de Marine Raiders não participou da campanha em Bougainville em 1 de novembro de 1943. Apesar das perdas devido as doenças, as tropas de Carlson achavam que tinham feito um ótimo trabalho nas patrulhas e que completaram as missões que lhes foram dadas. Cleland E. Early, um tenente da Companhia E, descreveu as patrulhas em Guadalcanal e o efeito que elas tiveram em suas unidades:
| “ | Suportar as condições de vida e sobrevivência da região foi pior que o combate. Meu pelotão partiu para a luta com 30 homens, um médico e um oficial. Quando voltamos nós só tínhamos o oficial, o médico e 18 soldados, todos sofrendo de malária, vermes, diarreia, doenças tropicais e com a moral ainda alta. | ” |

## Outras fontes
- Blankfort, Michael (1947). The Big Yankee: The Life of Carlson of the Raiders. Boston: Little, Brown and Company. ASIN B0007HNZ8K
- Richter, Don (1992). Where the Sun Stood Still: The Untold Story of Sir Jacob Vouza and the Guadalcanal Campaign. [S.l.]: Toucan. ISBN 0-9611696-3-X
- U.S. Marine Raider Association, Inc. «The Long Patrol» (em inglês). U.S. Marine Raiders. Consultado em 21 de novembro de 2006. Arquivado do original em 12 de setembro de 2006

### Livros
- Dull, Paul S. (1978). A Battle History of the Imperial Japanese Navy, 1941-1945. [S.l.]: Naval Institute Press. ISBN 0-87021-097-1
- Frank, Richard (1990). Guadalcanal: The Definitive Account of the Landmark Battle. New York: Random House. ISBN 0-394-58875-4
- Griffith, Samuel B. (1963). The Battle for Guadalcanal. Champaign, Illinois, Estados Unidos: University of Illinois Press. ISBN 0-252-06891-2
- Jersey, Stanley Coleman (2008). Hell's Islands: The Untold Story of Guadalcanal. College Station, Texas: Texas A&M University Press. ISBN 978-1-58544-616-2
- Morison, Samuel Eliot (1958). The Struggle for Guadalcanal, August 1942 – February 1943, vol. 5 of History of United States Naval Operations in World War II. Boston: Little, Brown and Company. ISBN 0-316-58305-7
- Peatross, Oscar F. (1995).  John P. McCarthy; John Clayborne, eds. Bless 'em All: The Raider Marines of World War II. [S.l.]: Review. ISBN 0-9652325-0-6
- Rottman, Gordon L. (2005). Japanese Army in World War II: The South Pacific and New Guinea, 1942–43. Dr. Duncan Anderson. Oxford e New York: Osprey. ISBN 1-84176-870-7
- Rottman, Gordon (2005). US Special Warfare Units in the Pacific Theatre 1941–45. Dr. Duncan Anderson. Oxford: Osprey. ISBN 1-84176-707-7
- Smith, George W. (2003). Carlson's Raid: The Daring Marine Assault on Makin. [S.l.]: Berkley Trade. ISBN 978-0-425-19019-7

### Web
- Hoffman, Jon T. (1995). «The Long Patrol» (brochure) (em inglês). Marine Corps Historical Center. Consultado em 21 de novembro de 2006
- Hough, Frank O.; Ludwig, Verle E., and Shaw, Henry I., Jr. «Pearl Harbor to Guadalcanal» (em inglês). History of U.S. Marine Corps Operations in World War II. Consultado em 21 de novembro de 2006
- Miller, John Jr. «Guadalcanal: The First Offensive» (em inglês). United States Army in World War II. Consultado em 21 de novembro de 2006
- Shaw, Henry I. (1992). «First Offensive: The Marine Campaign For Guadalcanal» (em inglês). Marines in World War II Commemorative Series. Consultado em 21 de novembro de 2006
- Zimmerman, John L. (1949). «The Guadalcanal Campaign» (em inglês). Marines in World War II Historical Monograph. Consultado em 21 de novembro de 2006